# Cheshmeh Nezār-e Soflá
Cheshmeh Nezār-e Soflá (persiska: چشمه نزار سفلی, Chaman Zār-e Soflá) är en ort i Iran.   Den ligger i provinsen Kermanshah, i den nordvästra delen av landet, 500 km väster om huvudstaden Teheran. Cheshmeh Nezār-e Soflá ligger 1 419 meter över havet och antalet invånare är 233.
Terrängen runt Cheshmeh Nezār-e Soflá är kuperad åt sydost, men åt nordväst är den bergig. Runt Cheshmeh Nezār-e Soflá är det ganska tätbefolkat, med 72 invånare per kvadratkilometer. Närmaste större samhälle är Javānrūd, 17,6 km öster om Cheshmeh Nezār-e Soflá. Omgivningarna runt Cheshmeh Nezār-e Soflá är i huvudsak ett öppet busklandskap.